# Ainsliaea pentaflora
Ainsliaea pentaflora là một loài thực vật có hoa trong họ Cúc. Loài này được S.E.Freire mô tả khoa học đầu tiên năm 2002.